# Aglais polychloroides
Aglais polychloroides är en fjärilsart som beskrevs av Raynor 1909. Aglais polychloroides ingår i släktet Aglais och familjen praktfjärilar. Inga underarter finns listade i Catalogue of Life.